# Calidota jamaicensis
Calidota jamaicensis là một loài bướm đêm thuộc phân họ Arctiinae, họ Erebidae.